# Фёдор Литке (портовый ледокол)
Ледокол «Фёдор Литке» проекта 97А. Назван в продолжение традиций, взамен списанного в 1958 году арктического линейного ледокола, который в свою очередь носил имя русского исследователя Арктики, адмирала Фёдора Петровича Литке.
Ледоколы проекта 97А строились на Адмиралтейском заводе, в г. Ленинграде, с 1960 по 1971 год, и всего построено 14 ледоколов. Головной ледокол в серии «Ледокол-1» (впоследствии переименованный в «Василий Прончишев») сошёл со стапелей в 1961 году.
Ледокол «Федор Литке» (заводской № 780) заложен 12 января 1970 г., спущен на воду 29 июля 1970 г., сдан флоту 14 декабря 1970 г. Ответственный сдатчик Е. Н. Литонов.
В советский период принадлежал Сахалинскому морскому пароходству. В постсоветское время владелец судна — ФГУП «Сахалинское бассейновое аварийно-спасательное управление». Базировался в порту Ванино Хабаровского края.
В 1970—1974 гг. ледокол работал в Комсомольске-на-Амуре, обеспечивая проведение железнодорожных паромов через Амур во время осеннего ледостава (мост через Амур был сдан в эксплуатацию в 1975 году).
В 1988 г. заменены главные двигатели, установлены три дизеля 10Д20 мощностью по 1800 л. с.
29 мая 2014 года, по сообщению пресс-службы ФГУ «Администрация морского порта Ванино», ледокол вышел в свой последний рейс перед списанием.

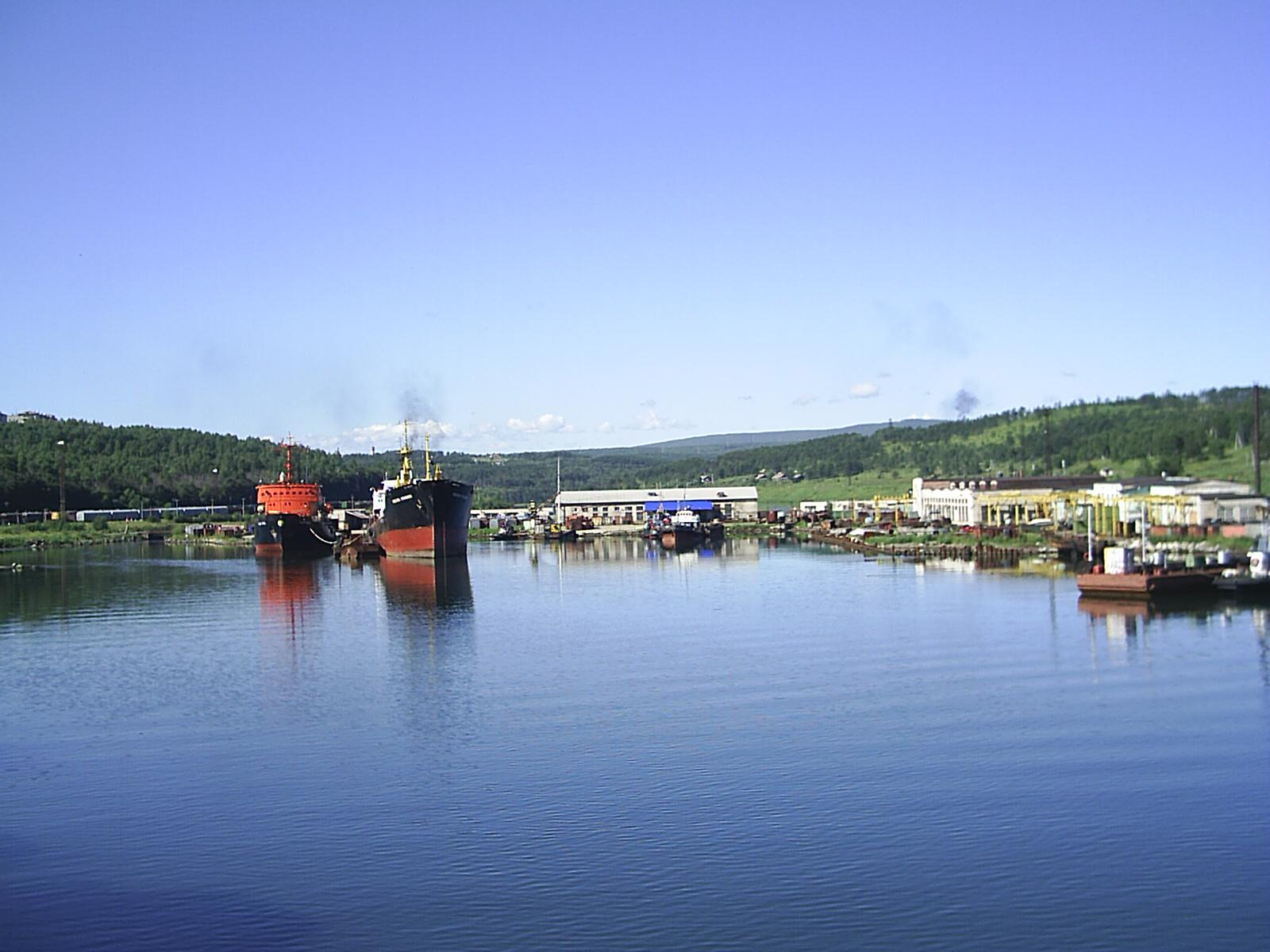
Юго-западная оконечность бухты Ванина в 2006 году, видны плавмастерская «Ялта» (списана и затонула при попытке буксировки) и портовый ледокол «Фёдор Литке»